# Bohomazî, Novîi Buh
Bohomazî (în ucraineană Богомази) este un sat în comuna Șevcenkove din raionul Novîi Buh, regiunea Mîkolaiiv, Ucraina.

## Demografie
Componența lingvistică a localității Bohomazî
     Ucraineană (94,02%)
     Rusă (5,98%)
Conform recensământului din 2001, majoritatea populației localității Bohomazî era vorbitoare de ucraineană (94,02%), existând în minoritate și vorbitori de rusă (5,98%).